# Контролори (филм)
Контролори (енгл. Scanners) или Скенери је канадски научнофантастични хорор филм из 1981. режисера Дејвида Кроненберга. Сценарио је написао сам Кроненберг. У филму глуме Стивен Лек, Џенифер О’Нил, Мајкл Ајронсајд и Патрик Макгуан.
У филму, „скенери” су видовњаци, са необичним екстрасензорним, телепатским и телекинетичким моћима.  Компанија КонСек (ConSec), добављач оружја и сигурносних система, тражи скенере да би их користио за своје потребе. Радња филма односи се на покушај Дерила Ревока (Ајронсајд), одметнутог скенера, да води рат против КонСек-а. Још један скенер, Камерон Вејл, послат је од стране КонСек-а да заустави Ревока.

## Радња
Скенери су људи са супер моћима, способни не само да читају мисли других, већ и да утичу на њих психолошки (од менталне контроле до убиства). Због њихових способности друштво их одбацује, због чега многи скенери крију своје способности. Корпорација КонСек, добављач оружја и сигурносних система, проналази и хвата скенере наводно да би заштитила друштво, али у стварности их користе за своје потребе.
Камерон Вејл је бескућник који се не сећа свог живота. Он је скенер, али не даје тачан приказ својих способности. Једног дана, док је скупљао остатке хране у тржном центру, замало је убио жену својим моћима. То примећују два агента КонСек-а који неутралишу и киднапују Вејла.
У међувремену, КонСек одржава конференцију за штампу, покушавајући да докажу да захваљујући њиховим експериментима скенери не само да нису опасни за друштво, већ могу да служе и добром. Др Пол Рут, шеф студије „Феномен скенера“, позива највишег скенера компаније да демонстрира способности скенирања на волонтеру. Добровољац је Дерил Ревок, који је такође скенер који је објавио рат КонСек-у и свим скенерима који тамо раде. У процесу скенирања преузима иницијативу у своје руке, сам почиње скенирање. Као резултат тога, глава старијег скенера експлодира. Агенти обезбеђења покушавају да зграбе Ревока и одведу га, али он побегне, убивши шест агената.
Рут се састаје са новим шефом обезбеђења КонСек-а, Брејденом Келером, како би разговарали о два питања: лов на Ревока и инфилтрирање у тајно друштво скенера. Рут нуди једно решење - Вејл, чије су способности довољне да се супротставе Ревоку. Међутим, Вејл одбија. Једини траг је да је Бенџамин Пирс скенер, а сада уметник. Одлежао је затворску казну јер је са десет година покушао да убије своју породицу. Али како онда смирити Ревока? Рут показује Вејлу лек, ефемерол, који је развио КонСек, који може да потисне телепатске способности скенера.
Вејл проналази Пирса након посете галерији. Пирс је у бекству док га Ревок тражи, пошто је Пирс одбио да се придружи Ревоковим скенерима. Међутим, Ревокови људи и даље проналазе и убијају Пирса. Вејл неутралише све. Он скенира мозак једног од нападача да би сазнао било шта о подземним скенерима. Скенирање води Вејла до Ким Обрист, која је формирала савез скенера. Вејл је позван на састанак који је заправо замка где Ревокови људи убијају све скенере из Киминог савеза.
Вејл сазнаје да Ревок намерава да илегално снабдева пошиљке ефемерола. Вејл и Ким иду у КонСек да упозоре др Рут о овоме. Међутим, Келер, који помаже Ревоку, убија доктора и покушава да ухвати Вејла и Ким. Вејл покушава да хакује КонСек мрежу преко телефонске говорнице, али Келер примећује. Пошто је Вејлов нервни систем био у контакту са мрежом, Келер наређује да униште све фајлове како би уништили спољне чворове и убили Вејла. Међутим, Вејл успева да побегне. Због преоптерећења система долази до експлозије која убија Келера.
Вејл и Ким проналазе последњу особу која им може помоћи - доктора Фрејна. У болници Ким скенира непозната особа. Она ништа не разуме, али онда сазнаје да је ово дете труднице. Фрејн је испоручивао ефемерол у болницу и користио га на трудницама. Али пре него што Вејл и Ким успеју да испитају доктора, Ревокови људи их успавају и киднапују.
Вејл се буди у Ревоковој канцеларији, где сазнаје целу ствар. Он и Ревок су браћа, др Рут је њихов отац, који је експериментисао са ефемеролом на њиховој трудној мајци. У ствари, сви скенери су деца чије су мајке узимале ефемерол током трудноће. Ревоков циљ је да окупи „војску“ скенера и заузме свет. Даје Вејлу последњу шансу да се придружи његовој „војсци“, али Вејл одбија, ударајући Ревока фигурицом у главу. Ревок одлучује да „исиса“ мозак свог брата тако што ће обавити потпуно скенирање. Почиње борба између два скенера. Ревок је јачи од Вејла. Вејл почиње да се запаљује, али наставља скенирање. Одједном, Ревокове очи потпуно беле. Почиње да вришти из свег гласа.
Ким се буди. Уласком у Ревокову канцеларију, она види угљенисано тело на поду. Одједном, Вејл је дозива, седећи у углу испод капута. Међутим, испоставило се да је то Ревок, али са Вејловим очима и без ожиљка на челу. „Победили смо“, каже он, али Вејловим гласом.